# Szonowice (gromada)
Szonowice – dawna gromada, czyli najmniejsza jednostka podziału terytorialnego Polskiej Rzeczypospolitej Ludowej w latach 1954–1972.
Gromady, z gromadzkimi radami narodowymi (GRN) jako organami władzy najniższego stopnia na wsi, funkcjonowały od reformy reorganizującej administrację wiejską przeprowadzonej jesienią 1954 do momentu ich zniesienia z dniem 1 stycznia 1973, tym samym wypierając organizację gminną w latach 1954–1972.
Gromadę Szonowice z siedzibą GRN w Szonowicach utworzono – jako jedną z 8759 gromad na obszarze Polski – w powiecie raciborskim w woj. opolskim, na mocy uchwały nr VII/29/54 WRN w Opolu z dnia 4 października 1954. W skład jednostki weszły obszary dotychczasowych gromad Szonowice, Modzurów i Czerwięcice ze zniesionej gminy Rudnik, Ponięcice ze zniesionej gminy Łubowice oraz Dolędzin ze zniesionej gminy Krowiarki w tymże powiecie. Dla gromady ustalono 15 członków gromadzkiej rady narodowej.
Gromadę zniesiono 1 stycznia 1969, a jej obszar włączono do gromady Rudnik w tymże powiecie.